# Michiel Coignet
Michiel Coignet (ook Quignet, Cognet of Connette in het Italiaans) (Antwerpen, 1549 - aldaar, 24 december 1623) was een Vlaamse homo universalis die bijdragen leverde aan verschillende disciplines, waaronder kosmografie, wiskunde, navigatie en cartografie. Hij bouwde ook nieuwe en verbeterde bestaande wetenschappelijke instrumenten en maakte militaire ontwerpen.
Coignet was een wetenschapper aan het hof van de landvoogden van de Spaanse Nederlanden Albert VII en Isabella waar hij een functie bekleedde die vergelijkbaar was met die van zijn landgenoot Simon Stevin aan het rivaliserende hof van Maurits van Oranje.

## Leven

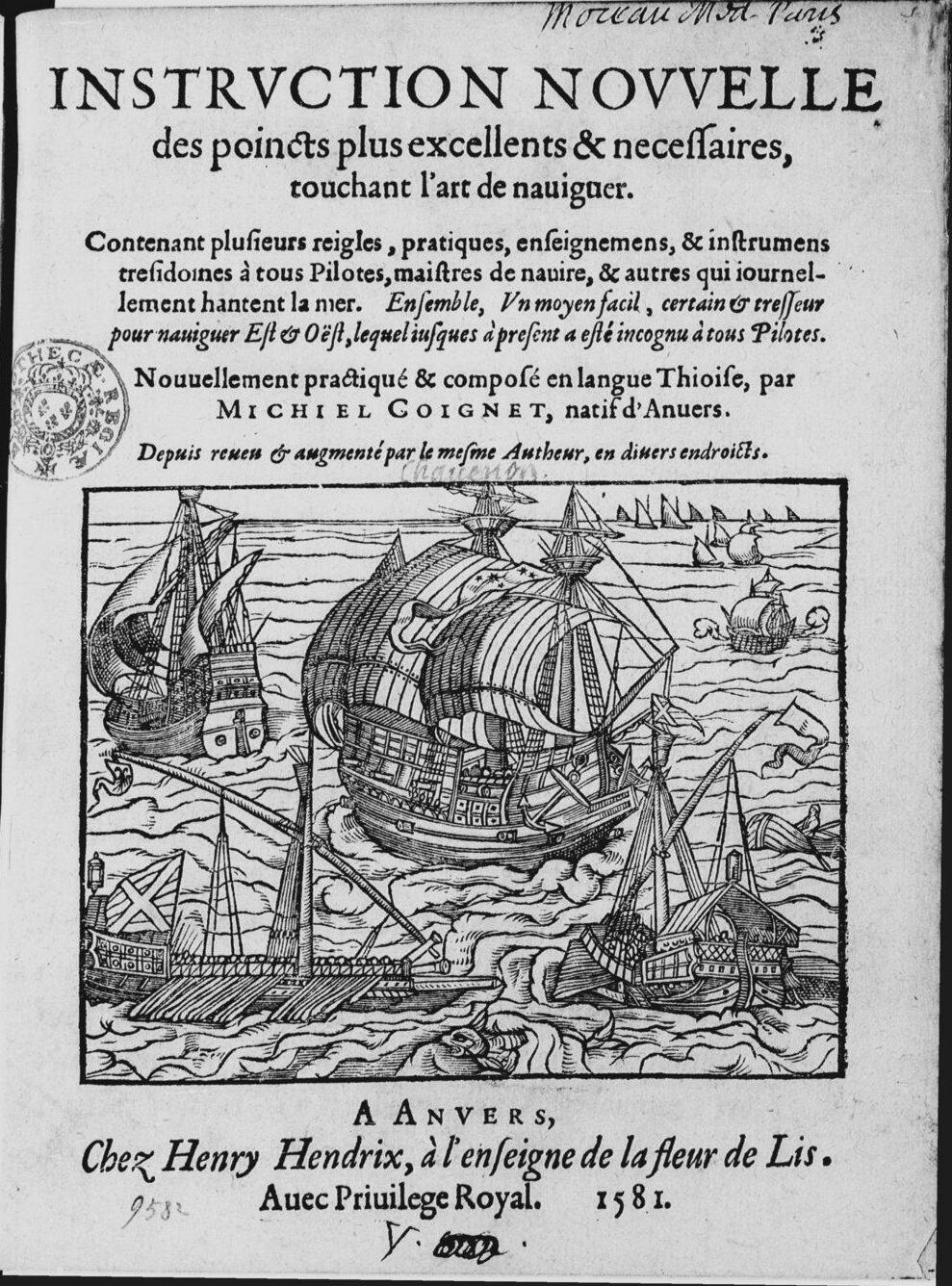
Frontispice van de Instructie nouvelle, 1581, Antwerpen

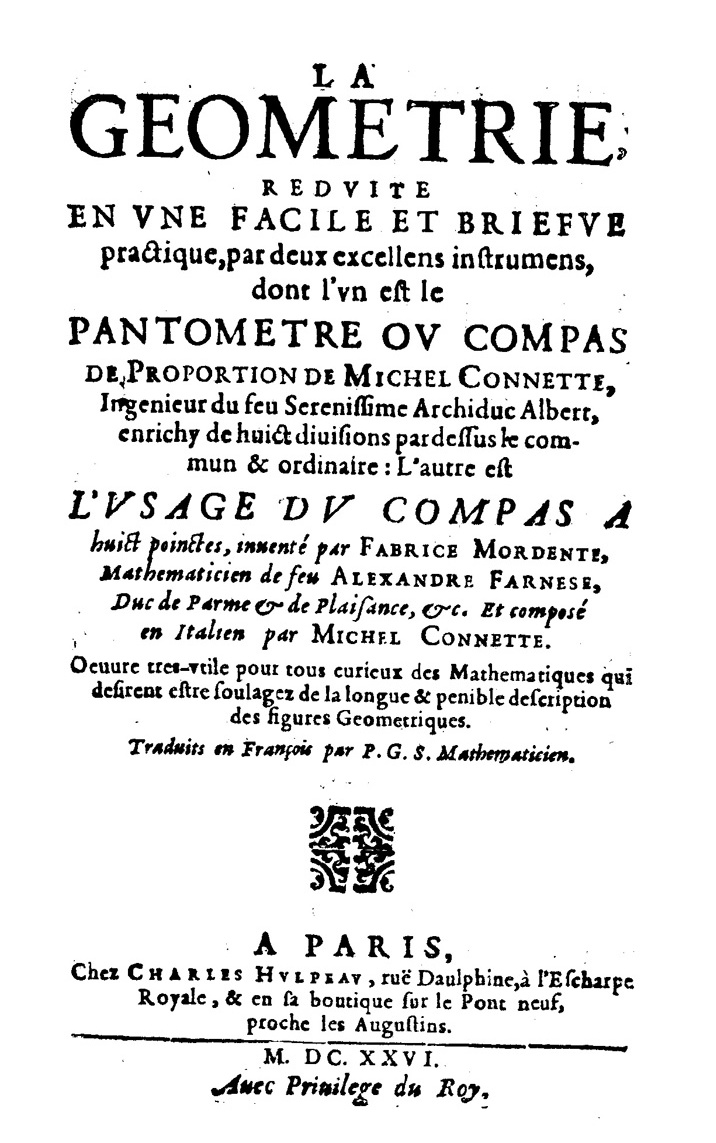
Géometrie reduite en une facile et briefve practique par deux excellens instrumens, 1626

Michiel Coignets vader Gillis (ook bekend als Egidius) was goudsmid en maker van astronomische en wiskundige instrumenten in Antwerpen en was getrouwd met Brigitte Anthonis Hendriks. Michiels broer Jacob III werd arts, terwijl zijn broer Gillis I schilder werd. Michiels vader stierf in 1562-1563. De details over zijn opleiding zijn schaars. Hij werd toegelaten tot de Sint-Ambrosiusgilde, een gilde van leraren, in 1568. Hij onderwees Frans en wiskunde. Het is waarschijnlijk dat hij op het moment dat hij als leraar begon te werken al hogere wiskunde had gestudeerd, omdat de wiskundeles die hij onderwees 'mathematicum' werd genoemd, terwijl lagere wiskunde 'cijfferen' werd genoemd.
Hij trouwde met Maria van den Eynde ca. 1570 en het paar zou 10 kinderen krijgen. Alleen hun zoon Antonius leefde nog ten tijde van Michiels dood. In 1572-73 werd Michiel Coignet door de stad benoemd als 'wijnroeier'. De wijnroeier was een gemeentelijke medewerker die belast was met het meten van de wijnvaten die in de stad aankwamen om de verschuldigde belastingen te berekenen. Van het jaar 1572 dateert ook Michiels eerste ondertekende instrument, een astrolabium. Dit is een indicatie dat zijn moeder waarschijnlijk de werkplaats van haar overleden echtgenoot in bedrijf heeft gehouden totdat haar zoon een meester van het Sint-Lucasgilde kon worden. Michiel werd lid van het gilde als de zoon van een lid in 1581 en werd een volledige meester in 1589 na een periode van leertijd. Hij werd ook lid van het Gilde van Meerse, het gilde van de winkeliers en wijnroeiers.
Michiel Coignet bekeerde zich tot het protestantisme. Na de Beleg van Antwerpen (1584-1585)Val van Antwerpen in 1585 trad hij toe tot een plaatselijke schutterij genaamd de 'kolveniersgilde'. Omdat alleen katholieken tot de schutterij mochten toetreden, wordt ervan uitgegaan dat hij zich in de tussentijd weer tot het katholicisme had bekeerd. Zijn broer Gillis bekeerde zich echter niet en emigreerde naar Amsterdam, waar hij een succesvolle carrière als kunstenaar had. In 1585 stopte Coignet met lesgeven, alleen klassen van militaire officieren en zonen van welvarende kooplieden bleef hij onderwijzen.
Michiel Coignet bleef in deze functie van 'wijnroeier' totdat hij zijn dienst begon als wiskundige en ingenieur voor de aartshertogen in 1596. Hij zou tot zijn dood (1623) in gerechtelijke dienst blijven. In 1604 ontving Coignet een verder stipendium van het hof voor zijn rol als kosmograaf. Na de dood van zijn eerste vrouw in november 1605, hertrouwde hij in 1606 en kreeg vier kinderen uit dit tweede huwelijk. Een van hen was de schilder Michiel II Coignet (1618-1663).
In de zomer van 1623 deed Coignet een verzoek aan de aartshertogin Isabella om een pensioen te krijgen. Ze willigde zijn verzoek in en besloot hem een eenmalig bedrag toe te kennen voor zijn diensten. Coignet stierf echter voordat de som werd betaald. De aartshertogin Isabella wilde zijn werken laten publiceren, maar dit plan werd niet gerealiseerd.

## Wetenschappelijke instrumenten
Coignet vond verschillende instrumenten uit en correspondeerde met Galileo Galilei (uit 1588), Gerhard Mercator, Godefroy Wendelin, Ludolph van Ceulen, Johannes Kepler en Fabrizio Mordente, die hij ontmoette tijdens zijn verblijf in Antwerpen in 1584. Coignet heeft onder meer instrumenten bedacht en beschreven die een functie hebben die vergelijkbaar is met die van het proportionele kompas. Tijdens het geschil over de uitvinding van het proportionele kompas in 1610 schreef Giovanni Camillo Gloriosi de uitvinding toe aan Coignet en niet aan Galileo, hoewel het instrument nu voornamelijk wordt toegeschreven aan Coignets vriend Mordente. Coignet verdeelde de rekenfuncties over verschillende balken en beschreef het instrument in verschillende verhandelingen: over de platte liniaal (Traité des Sinus, 1610); proportionele kompassen met platte poten (De regulae pantometae, 1612); en vierpunts proportionele kompassen (El uso del compas proportional, 1618).

## Navigatie

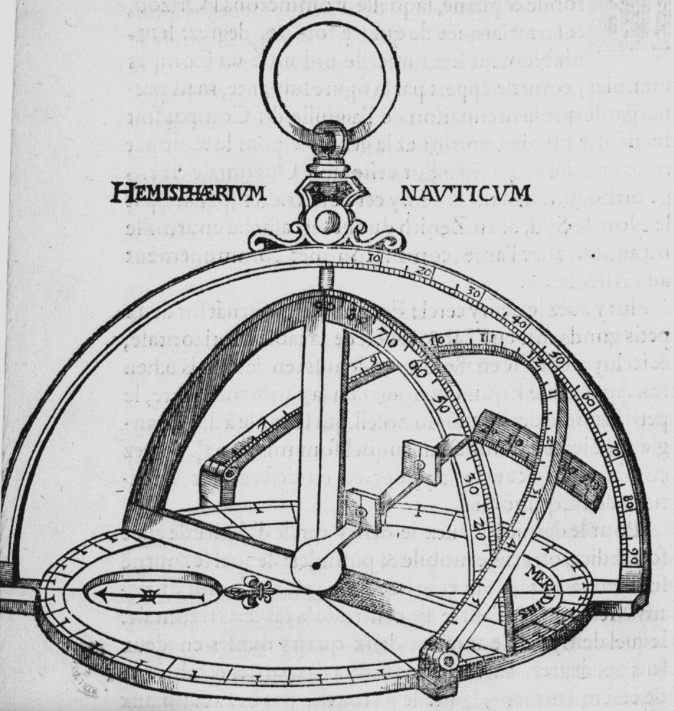
Nautische hemisfeer, illustratie van de instruction nouvelle

Sterk aangemoedigd door Gillis Hooftman publiceerde Coignet in 1580 een verhandeling over navigatie getiteld Nieuwe Onderwijsinghe op de principaelste Puncten der Zeevaert ('Nieuwe instructies over de belangrijkste navigatiepunten'). Het werd uitgegeven door de Antwerpse uitgever Hendrik Hendriksen als bijlage bij de Nederlandstalige vertaling van Arte de Navegar van Pedro de Medina. In de bijlage wees hij op de mogelijkheid om de lengte op zee te bepalen met de horloges op schepen. Hij beschreef ook enkele van zijn nieuw uitgevonden instrumenten zoals het nautisch hemisfeer. De nautische hemisfeer is een instrument waarmee het probleem van de lengtegraad in theorie kan worden opgelost. In 2008 dook een voorbeeld van dit instrument op, waarschijnlijk gemaakt in de werkplaats van Coignet, tijdens een tentoonstelling over de geschiedenis van het jezuïetenseminarie van Doornik.
Een uitgebreide, Franstalige versie van de Nieuwe Onderwijsinghe opgesteld door Coignet werd gepubliceerd in 1581 door Hendrik Hendriksen onder de titel Instructie nouvelle des poincts plus excellents et nécessaires, touchant l'art de naviguer ... nouvellement practiqué et composé en langue thioise, par Michiel Coignet, ... Depuis reveu et augmenté par le mesme autheur…

## Cartografie
Rond 1600 raakte Coignet betrokken bij de publicatie van atlassen. Hij bewerkte verschillende edities van de wereldkaarten van Abraham Ortelius. Hij voegde een inleiding over projecties toe en maakte 13 extra kaarten voor in de atlas van Ortelius, gepubliceerd als Epitome theatri orbis terrarum d'Ortelius (1601). Het Latijnse 'Epitome' werd snel vertaald in het Engels en het Frans. Coignet heeft de Franse versie uitgegeven die in Antwerpen is gepubliceerd. Een van de nieuwe kaarten was een kaart met een beschrijving van Japan, waarvoor hij de informatie uit jezuïetenbronnen had verkregen. Coignet voegde ook een inleiding toe aan de atlas Speculum Orbis terrarum van Gerard de Jode.
In 1621 tekende Coignet een kaart die de voorkeursroute liet zien voor handelaren en goederen die van Vlaanderen naar Milaan wilden reizen (twee exemplaren worden bewaard waarvan er één wordt bewaard in de bibliotheek van de Katholieke Universiteit Leuven). De kaart werd gepromoot in mei 1621 door de Antwerpse krant Nieuwe Tijdinghe in een advertentie die de route de Prince conduitte noemde, omdat de route vermoedelijk onder de bescherming van de aartshertogen viel. De advertentie beweerde dat de voorgestelde route de reistijd met 10 tot 12 dagen zou verkorten en 'zonder gevaar' was.

## Wiskunde

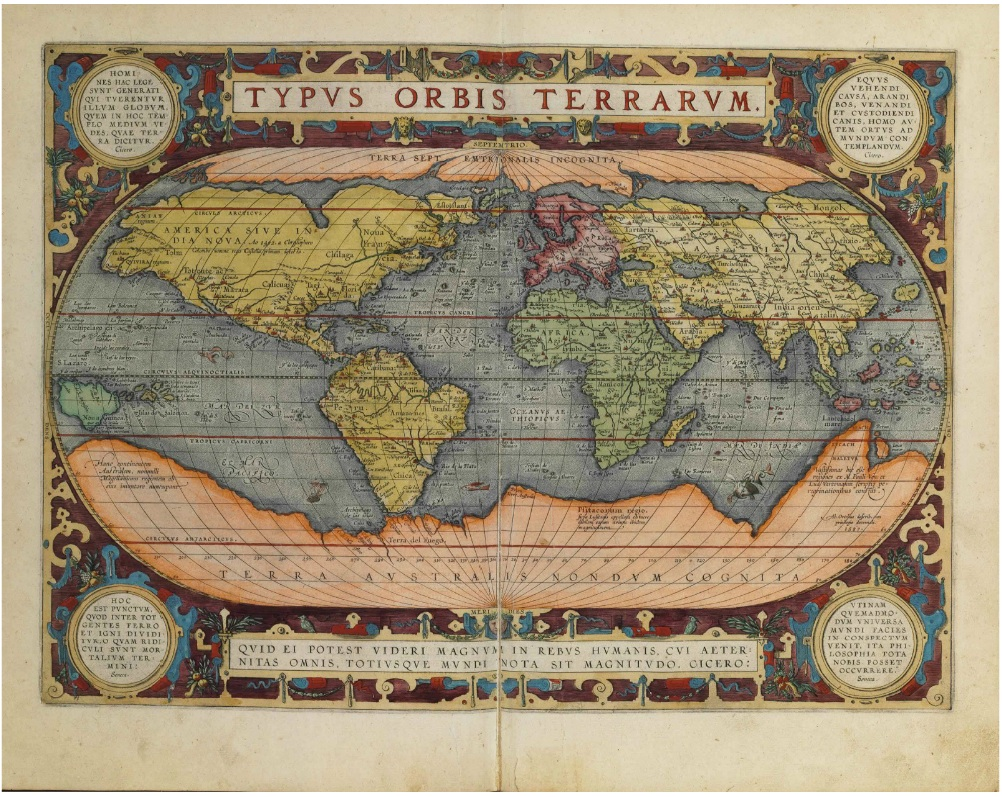
Theatrum orbis terrarum, uitgegeven door Michiel Coignet, Antwerpen, 1612

Coignet was vermoedelijk een leerling van de Duitse wiskundige Valentin Mennher, wiens boeken hij na de dood van Mennher in 1570 publiceerde in de vorm van nieuwe edities. Hij bewerkte ook de Arithmetica van Willem Raets in 1580 en voegde een bijlage bij over wijnroering. Als wiskundige werd Coignet hoog aangeschreven door zijn tijdgenoten en hij werd geprezen door de Vlaamse wiskundige Adriaan van Roomen. Hij onderwees het onderwerp ook tijdens zijn Europese tournee toen hij Marin Getaldić en de officieren van aartshertog Albert instrueerde. Getaldić was later in Parijs, vanwaar hij Coignet in een brief van 15 februari 1600 op de hoogte bracht van de wiskundige François Viète.

## Militair ontwerp
Coignet was betrokken bij verschillende militaire projecten die voornamelijk verband hielden met fortificatie en schreef over ballistiek in een van zijn verhandelingen (El uso de las doze diuisiones geometricas, 1618). Vanaf 1596 werkte hij voor de aartshertogen aan de versterking van de forten langs de Schelde. Hij nam deel aan het beleg van Hulst van 1598 en het beleg van Oostende van 1602 tot 1604.
In 1608 ontwierp hij samen met de gemeentelijke landmeter Mattheus van Herle een fort in de buurt van de Sint-Michielsabdij. Rond 1614 ging hij verder met het maken van militaire kaarten. Gedurende die tijd was hij belast met het inspecteren van de uitgraving van de stadsgrachten. Hij ontdekte dat de aannemer de grachten te smal aan het graven was en dat die probeerde enkele hoeken af te snijden om tijd te besparen. Hij werd gedwongen om regelmatig inspecties uit te voeren om deze misstanden te beteugelen. Gedurende deze tijd kan hij ook betrokken zijn geweest bij de reparatie van de stadsmuren en het ontwerp van een nieuw fort op de linkeroever van de Schelde. In 1618 besprak hij met Don Iñigo de Borgia, de commandant van het Spaanse garnizoen, de bouw van twee wachtposten op de stadsmuren.

## Planetoïde Coignet
De kleine planeet met nummer 247821 en voorlopige aanduiding 2003 SN170 werd op 22 september 2003 ontdekt op de Koninklijke Sterrenwacht van België door astronoom Thierry Pauwels en ontving in augustus 2021 de naam Coignet.
De motivatie in het Engels luidt: "Michiel Coignet (1549–1623) was mathematician and astronomer to the Archdukes Albert and Isabella. He wrote an influential book on navigation. He was the inventor of the nautical hemisphere and one of the developers of the sector. His workshop produced exquisite mathematical instruments and astrolabes."

## Michiel Coignet Observatorium
In 2023 kreeg een gerenoveerde 100 jaar oude volkssterrenwacht in het centrum van de stad Antwerpen de naam Michiel Coignet Observatorium ter zijner ere. Vanaf het voorjaar van 2024 wordt het geopend voor het grote publiek.